# Archiwum Państwowe w Grodnie

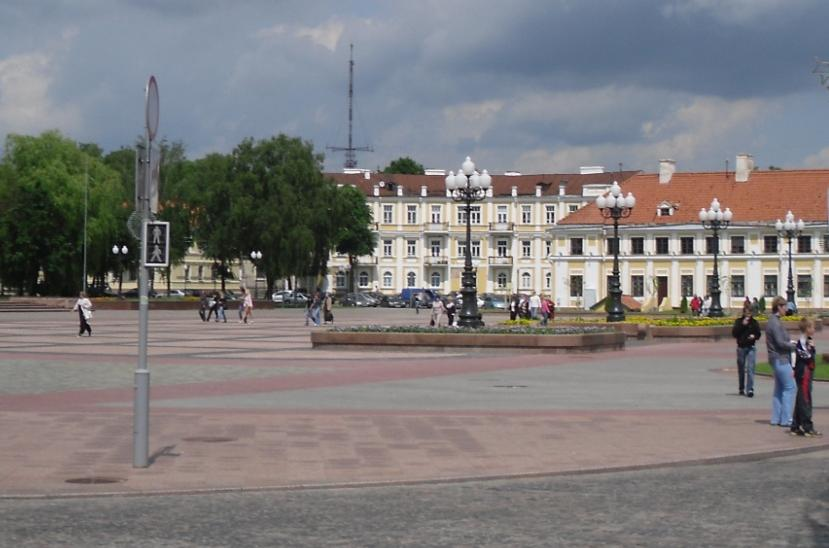
Budynek dawnego Archiwum Państwowego w Grodnie (po prawej)

Archiwum Państwowe w Grodnie – polska państwowa instytucja archiwalna działająca w Grodnie w latach 1920(?)–1939. Osobą zarządzającą (kierownikiem) była przez cały okres istnienia archiwum Janina Kozłowska-Studnicka. Archiwum gromadziło archiwalia dotyczące historii Białostocczyzny, zwłaszcza z XIX wieku.

## Historia archiwum
Początki działalności archiwum grodzieńskiego w ramach ustroju archiwalnego II RP nie są do końca znane. Plany jego powstania już w 1919 r. były przedstawiane przez Wydział Archiwalny Zarządu Cywilnego Ziem Wschodnich. Koresponduje z nimi wiadomość o objęciu od 1 sierpnia 1919 r. stanowiska kierownika archiwum przez Janinę Kozłowską-Studnicką. Przyjmuje się jednak raczej, że ta ostatnia objęła tę posadę dopiero od 1 stycznia 1921 r., a ostateczne powołanie do życia instytucji nastąpiło prawdopodobnie w 1920 r. Dodatkowo sytuację zaciemnia fakt, że w obliczu zaszłych w lutym 1921 r. zmian administracyjnych (Grodno wraz z powiatem weszło w skład województwa białostockiego) zamierzano pierwotnie, by archiwum grodzieńskie stało się Archiwum Państwowym w Białymstoku – to ostatnie powstało na mocy rozporządzenia z 17 lutego 1920 r. Ostatecznie projekt ten upadł, przez krótki jednak czas archiwum grodzieńskie formalnie było Archiwum w Białymstoku (posiadało nawet stosowne pieczątki, o których wymianę wnioskowała do Ministerstwa Wyznań Religijnych i Oświecenia kierownik Kozłowska-Studnicka, bowiem powodowały konfuzję u interesantów). Od początku archiwum zajmowało budynek dawnej oficyny, będącej częścią zabudowań ekonomii królewskiej – adres budynku w dwudziestoleciu międzywojennym był zmienny (plac Teatralny 2, plac Tyzenhauza 1, plac Wolności 1). Powierzchnia użytkowa tego piętrowego budynku wynosiła 530 m², a na pomieszczenia, w których gromadzono archiwalia, przeznaczone były 22 sale.
Już ponownie jako Archiwum Państwowe w Grodnie przejęło ono zasób archiwalny zlikwidowanego latem 1922 r. Archiwum Państwowego w Nowogródku. Po tych działaniach obszar właściwości archiwum grodzieńskiego obejmował wschodnią, środkową i południową część województwa białostockiego (5 powiatów: grodzieński, wołkowyski, sokólski, białostocki i bielski), zachodnią i centralną część województwa nowogródzkiego (3 powiaty: lidzki, nowogródzki i słonimski) oraz zachodnią część województwa poleskiego (6 powiatów: brzeski, kobryński, prużański, kosowski, drohiczyński i kamieńsko-koszyrski). Likwidacja w 1925 r. Archiwum Państwowego w Suwałkach skutkowała przejęciem tamtejszych archiwaliów również przez archiwum grodzieńskie – zostały one przejęte w dwóch turach, odpowiednio w ostatnich dniach sierpnia 1925 r. oraz 21 i 22 kwietnia roku następnego (to ostatnie na wyraźne żądanie przejmującego budynek po dawnym archiwum suwalskim tamtejszego sądu okręgowego) – tym samym obszar właściwości archiwum w Grodnie poszerzył się o północną część województwa białostockiego (3 powiaty: augustowski, sejneński oraz suwalski).
Budynek archiwum, pomimo problemów z wygospodarowaniem wolnej przestrzeni, pełnił też rolę siedziby innych grodzieńskich instytucji naukowo-kulturalnych, które łączyła ze sobą osoba kierownik Janiny Kozłowskiej-Studnickiej. Pierwszą z nich był powstały w 1935 r. grodzieński oddział Polskiego Towarzystwa Historycznego (którego była ona wiceprezesem), drugą zaś Biblioteka Historyczna miasta Grodna powstała w roku następnym (tu pełniła ona funkcję sekretarza). W ramach PTH organizowano w budynku archiwum odczyty, a w pracowniach naukowych odbywały się zebrania zarządu i posiedzenia naukowe biblioteki.
Archiwum pod kierownictwem Janiny Kozłowskiej-Studnickiej działało jeszcze ponad trzy miesiące (do 20 grudnia 1939 r.) po wkroczeniu wojsk ZSRR do Grodna. Stało się ono wówczas częścią sieci archiwalnej Białoruskiej Socjalistycznej Republiki Radzieckiej, funkcjonując od tego czasu jako Historyczne Centralne Archiwum Państwowe w Grodnie.

## Zasób archiwum
Archiwum w Grodnie w okresie międzywojennym posiadało w swoich zbiorach cenne dokumenty tyczące się obszaru ówczesnego województwa białostockiego, zwłaszcza wytworzone w czasie zaborów. Główny zręb zasobu tworzyły akta grodzieńskich instytucji gubernialnych oraz zarządu obwodu białostockiego. Po likwidacji archiwum suwalskiego doszły także akta urzędowe z województwa augustowskiego i z guberni suwalskiej. Akta bardziej współczesne (czasy tużpowojenne) pojawiły się w archiwum grodzieńskim po 1930 r. wraz z przejęciem dokumentów z Białostockiej Izby Skarbowej.
Pierwsze dane dotyczące zasobu archiwum pochodzą z informacji kierownik Janiny Kozłowskiej-Studnickiej z 11 maja 1923 r., w której informowała ona, że podległa jej instytucja dysponuje około 450 tysiącami akt. Zajmowały one około 2500 metrów bieżących. Gros archiwaliów stanowiły akta wytworzone w XIX wieku przez administrację rosyjską guberni grodzieńskiej, trochę było również dokumentów sprzed rozbiorów. Archiwum nie dysponowało prawie w ogóle aktami wytworzonymi w okresie I wojny światowej przez niemieckie władze okupacyjne terenów Białostocczyzny. Akta z lat 1915–1920 były, zdaniem Kozłowskiej-Studnickiej, w bardzo złym stanie ogólnym. Na terenie właściwym dla działalności archiwum, według informacji udzielonej w tymże, 1923 r., przez starostów z obszaru województwa białostockiego, zachowały się akta porosyjskie przechowywane w urzędzie miejskim w Suchowoli i w Dąbrowie. Z okresu tużpowojennego (sprzed 1920 r.) dokumentacja, której archiwum grodzieńskie nie gromadziło, zachowała się w pewnej ilości w wielu miastach i gminach wschodniej i południowej części województwa białostockiego. Stan zasobu archiwalnego wynikał z działań rosyjskich i niemieckich, podjętych w trakcie I wojny światowej – ewakuowano wówczas (w 1915 r.) część akt w głąb Rosji (chociaż już wcześniej co cenniejsze dokumenty były przesyłane do Wilna i Petersburga); popruskie akta tego obszaru znalazły się zaś w Królewcu, a akta niemieckiej administracji okupacyjnej zostały w przeważającej części zniszczone.
Zgodnie ze sprawozdaniem kierownik archiwum 1 stycznia 1927 r. (odzwierciedlający stan na rok 1926) instytucja ta gromadziła wówczas około 500 tysięcy woluminów (jednostek) oraz około 400 map i planów. Wzrost w stosunku do danych z 1923 r. wynikał przede wszystkim z przejęcia w międzyczasie archiwum suwalskiego. Kozłowska-Studnicka wydzieliła dziesięć głównych części składowych zasobu archiwum, które dawały się zgrupować w trzy większe całości. Wyliczenie to określane było ze względu na podane tytuły zbiorów oraz datowania jako mające charakter roboczy. Podział przedstawiał się następująco:
- archiwalia wytworzone w toku działalności władz administracyjnych guberni grodzieńskiej (450 tysięcy jednostek archiwalnych):
  - akta kancelarii Gubernatora Grodzieńskiego (1802–1912) – do tej grupy akt zaliczono również akta komisji śledczych po powstaniach: listopadowym (1832) i styczniowym (1863/1864) oraz produkcję kancelarii wojennego Generał-Gubernatora Białostockiego (1905),
  - akta Rządu Gubernialnego Grodzieńskiego (1802–1910),
  - akta Urzędu Gubernialnego do spraw włościańskich (1861–1914),
  - akta poszczególnych komitetów gubernialnych (grodzieńskich), m.in. cerkiewnego, statystycznego czy więziennego (1840–1912),
  - akta zarządu obwodu białostockiego (1809–1842),
  - akta tyczące się spraw miejscowych wytworzone przez kancelarię wielkiego księcia Konstantego;
- archiwalia wytworzone w toku działalności miejscowych zarządów skarbowych (20 tysięcy jednostek archiwalnych):
  - akta Izby Skarbowej Grodzieńskiej (1795–1914),
  - akta Izby Dóbr Państwowych (1802–1862);
- archiwalia przejęte po likwidacji Archiwum Państwowego w Suwałkach (30 tysięcy jednostek archiwalnych):
  - akta zarządu administracyjnego województwa augustowskiego i guberni suwalskiej,
  - akta miejskie Augustowa i Suwałk[19].

Dalszy przyrost zasobu archiwalnego związany był z rozpoczętą w 1930 r. rewindykacją akt z ZSRR – już pierwsze dwie serie z tego roku doprowadziły do wzbogacenia się grodzieńskiego archiwum o 250 skrzyń archiwaliów rosyjskiej administracji z terenu dawnej guberni grodzieńskiej (część akt przejęły potem urzędy miejskie w Białymstoku, Brześciu i Grodnie). Do akt rewindykowanych w 1930 r. należały również archiwalia związane z działalnością Dyrekcji Lasów Państwowych w Białowieży – ostatecznie do archiwum trafiło w 1934 r. 7176 z 8717 rewindykowanych tomów. Z kolei w 1935 r. Archiwum Państwowe w Wilnie przekazało do Grodna 27 tomów akt dziewiętnastowiecznych sprzed 1850 r., a w roku 1937 do archiwum trafiło dalsze 39 skrzyń dokumentacji Białostockiej Izby Skarbowej. Rok wcześniej z zasobu ubyły, przekazane do urzędu miasta w Wasilkowie, akta miejskie z lat 1910–1915 (w liczbie 85) oraz 901 tomów akt metrykalnych żydów białostockich, oddanych tamtejszemu urzędowi wojewódzkiemu. Zasób archiwalny zwiększał się także w wyniku akumulacji akt historycznych, zespołów zamkniętych i znalezisk z obszarów właściwości archiwum, osiągając docelową wielkość rzędu około 750 tysięcy tomów, co stawiało go tym samym na trzecim miejscu (jeśli chodzi o liczbę jednostek archiwalnych) wśród archiwów państwowych w II RP.

## Działalność archiwum
Stan etatowy archiwum w okresie II RP przedstawiał się skromnie – zatrudnione na stałe było jedynie kilka osób – poza Kozłowską-Studnicką było to 2–3 pracowników archiwalnych oraz woźny. Od czasu do czasu w archiwum pracowali również dietariusze, jednym z nich był m.in. Tytus Bieniecki. Taka obsada placówki nie pozwalała na zakrojone na szeroką skalę prace nad uporządkowaniem i zinwentaryzowaniem zbiorów. Na przykład w latach 1933–1934 zinwentaryzowano m.in. 5293 jednostek archiwalnych zespołu administracji obwodu białostockiego i 567 jednostek archiwalnych akt miejscowej kancelarii (grodzieńsko-białostockiej) wielkiego księcia Konstantego. Do codziennej działalności należało również sporządzanie kwerend zlecanych przez osoby prywatne i instytucje. W 1937 r. dokonano ogółem 504 kwerend (w tym 463 związanych z kwestiami majątkowymi i 10 naukowych) z czego 126 zostało zleconych przez osoby prywatne, a pozostałe przypadły na klientów instytucjonalnych – 240 zleconych przez urzędy państwowe, 129 – samorządowe, 7 – kościelne, 2 – inne. Czytelnia naukowa archiwum nie była (zwłaszcza do połowy lat 30. XX wieku) intensywnie wykorzystywana – liczba interesantów wahała się początkowo od kilku do kilkudziesięciu (39 osób) w ostatnich latach poprzedzających wybuch II wojny światowej.
Na przełomie lata i jesieni 1935 r. w budynku archiwum urządzono wystawę prezentującą szczególnie cenne dokumenty zgromadzone w tej instytucji. Okazją do zaprezentowania tej ekspozycji był odbywający się w Wilnie VI Zjazd Historyków Polskich, którego uczestnicy zwiedzili archiwum 21 września 1935 r. Wystawa została zamknięta po kilku tygodniach od tej wizyty.